# Anterastes turcicus
Anterastes turcicus är en insektsart som beskrevs av Karabag 1951. Anterastes turcicus ingår i släktet Anterastes och familjen vårtbitare. Inga underarter finns listade i Catalogue of Life.